# Tarrazú (canton)
Pour les articles homonymes, voir Tarrazú.
Tarrazú est un canton de la province de San José au Costa Rica.

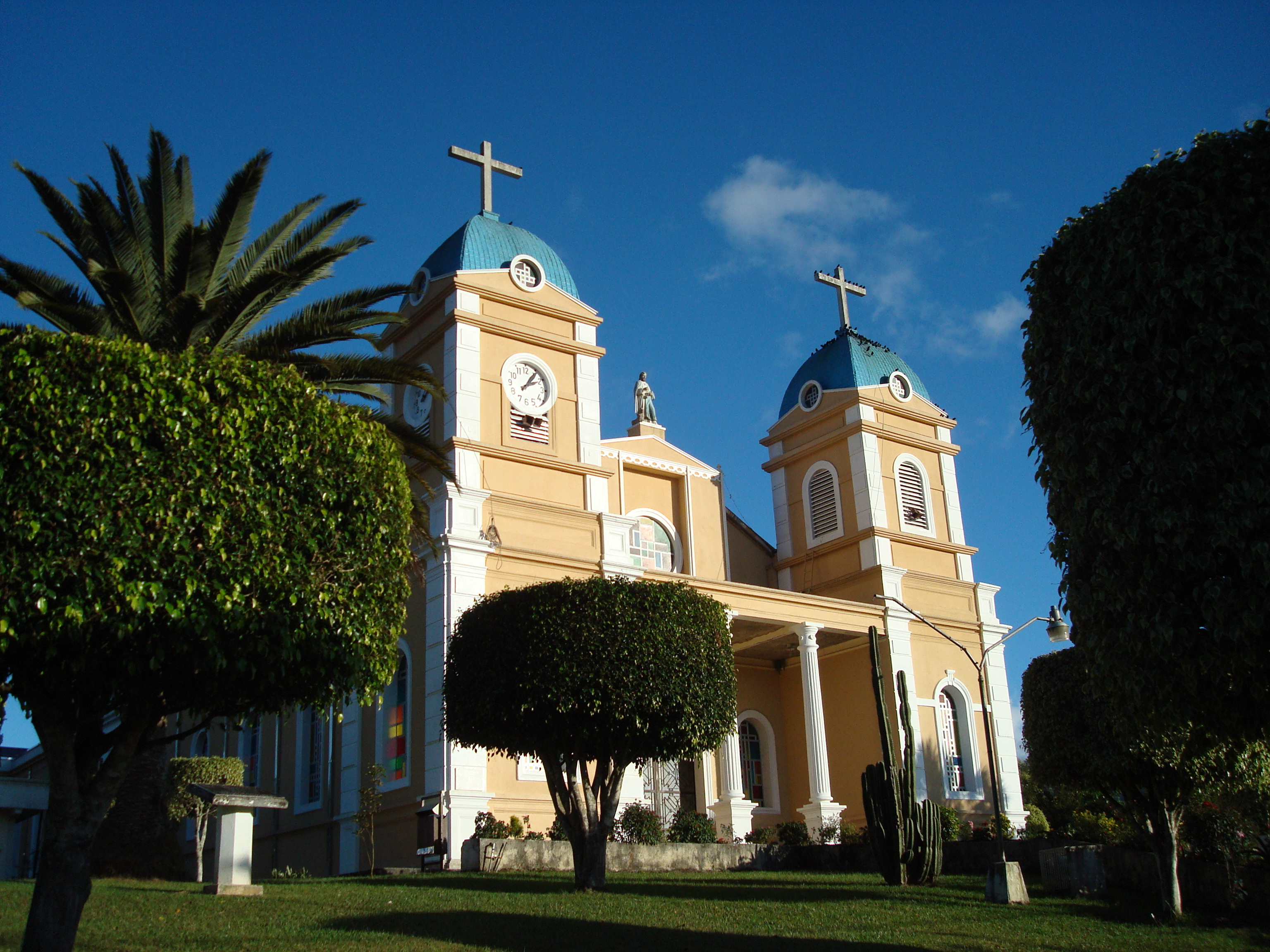
Église catholique romaine de San Marcos

## Histoire
Le canton a été créé par un décret-loi du 7 août 1868. Il faisait partie du canton Desamparados à cette époque.

## Districts
Le canton de Tarrazú est subdivisé en trois districts (distritos) :
1. San Marcos
2. San Lorenzo
3. San Carlos